# Zsitvakenéz
Zsitvakenéz, (1890-ig Knezics, szlovákul Kňažice) Zsitvaapáti településrésze, 1960-ig önálló község Szlovákiában, a Nyitrai kerület Aranyosmaróti járásában.

## Fekvése
Aranyosmaróttól 2 km-re északkeletre a Zsitva bal partján fekszik.

## Története
Zsitvakenéz első írásos említése a garamszentbenedeki apátság 1075-ben kelt alapítólevelében történt "Knesech" alakban. 1209-ben "Chenesis", 1314-ben "Kenesich", 1405-ben "Knesich", 1407-ben "Also Kenesich", illetve "Felso Kenesich", 1538-ban "Egyhazas Knesicz", 1559-ben "Apaldfalwakenezych" néven szerepel az összeírásokban. Apátsági birtok, majd 1388-ban már Hrussó várának tartozéka. A 16. században a nagytapolcsányi uradalom része, később a Bodó, a Jeszenszky és Kosztolányi családok birtoka. 1535-ben 5 portája adózott. 1601-ben Alsókenézen 40 ház állt, közülük 6 nemes családoké, Felsőkenézen ugyanekkor plébánia, iskola és 27 ház is állt. 1618-ban Kenézt is elpusztította a török, 1634-ben már a töröknek fizetett adót. Ekkor 28 embert "füstöltek ki" rejtekhelyeiken. 1715-ben malma, két kézművese és 28 jobbágycsaládja volt. 1828-ban 74 házában 491 lakos élt, akik mezőgazdasággal foglalkoztak. Később lakói kisbirtokosok, mezőgazdasági munkások voltak, de sok lakója kivándorolt.
Vályi András szerint "KNESICZ. Elegyes falu Bars Várm. földes Urai több Uraságok, lakosai katolikusok, fekszik Kis Apátinak szomszédságában, mellynek filiája, határja jól termő."
Fényes Elek szerint "Knyezich, Bars vm. tót falu, Ar. Maróthoz 1/2 mfld: 559 kath. lak. Mind földe, mind rétje jó; erdeje is van. Ut. p. Verebély."
Bars vármegye monográfiája szerint "Zsitvakenéz, tót kisközség, 371 róm. kath. vallású lakossal. A pápai tizedszedők jegyzékében Kenaseti néven van említve. 1486-ban Mátyás király adománylevelében, mint Hrussó vár tartozéka, Kenesicz alakban van felemlítve. 1538-ban Zablati Hrussói János átengedi Tapolcsányi Tamásnak és 85Györgynek, de ismét visszafoglalja, azonban Miksa király 1565-ben végleg a Tapolcsányiaknak adja. Később a Bodó, Jeszenszky és a Kosztolányi családnak is van itt birtoka, most pedig Szent-Ivány Oszkárnak. Ide tartozik Chuderka telep is. Postája és távirója Aranyosmarót, vasúti állomása Kistapolcsány."
A trianoni békeszerződésig Bars vármegye Aranyosmaróti járásához tartozott.

## Népessége
1880-ban 659 lakosából 625 szlovák, 8 magyar, 4 német anyanyelvű és 22 csecsemő volt. Ebből 615 római katolikus, 37 zsidó és 7 református vallású volt.
1910-ben 977 lakosából 852 szlovák, 115 magyar és 10 német anyanyelvű volt.

## Híres emberek
- Itt született 1848. április 3-án Polónyi Géza politikus, igazságügy-miniszter.

## Külső hivatkozások
- Zsitvaapáti hivatalos oldala
- E-obce.sk Archiválva 2011. augusztus 30-i dátummal a Wayback Machine-ben
- Községinfó
- Zsitvaapáti Szlovákia térképén[halott link]